# آمنة شريف طارق
آمنة شريف طارق ولدت في 19 أبريل/نيسان 1989. هي لاعبة كريكيت دولية، ضاربة باليد اليمنى، لاعبة بولينج بكسر الساق باليد اليمنى، وقائدة فريق الكريكيت الوطني النسائي الكويتي. 

## مهنة محلية
ظُهرت الأول في عام 2013، وأُعلنت آمنة كأفضل لاعبة كريكيت إلى جانب مريم عمر في مسابقة الكريكيت النسائية التي أقيمت في الصليبية الكويت. شغلت منصب قائدة الفريق في المباريات المحلية في العديد من المناسبات وعُينت كقائدة بدوام كامل للمنتخب الوطني في عام 2020. منذ ذلك الحين، مثلت آمنة الكويت وقادتها في العديد من البطولات الدولية. تحت قيادتها، فازت الكويت بأول بطولة T20I ثلاثية تابعة للمجلس الدولي للكريكيت في عام 2020 في قطر. أقيمت البطولة بين قطر وعمان والكويت.

## المسيرة الدولية
في عام 2016، اختيرت آمنة في فريق الكريكيت الوطني النسائي الكويتي للمشاركة في أول بطولة دولية للسيدات في الإمارات العربية المتحدة على مدار تسعة أيام في الشارقة. شاركت لاحقًا في تصفيات ICC للسيدات في آسيا 2019، التي أقيمت في بانكوك، تايلاند. في نوفمبر/تشرين الثاني 2021، شاركت الكويت للمرة الثانية في تصفيات كأس العالم للكريكيت التي أقيمت في دبي في أكاديمية الكريكيت الدولية، وعلى الرغم من خسارتهم لجميع المباريات إلا أنهم أظهروا تقدمًا كفريق واحد. وحسّن الفريق لاحقًا أداءه في كأس الخليج 2022 (عمان) وتصفيات كأس آسيا 2022 (ماليزيا). تحت قيادة آمنة، فاز منتخب الكويت على بوتان في بطولة ACC للسيدات T20 لعام 2022. كما حصلت أيضًا على الويكيت الخاص بفريق الكريكيت الوطني النسائي في بوتان نجاوانج تشودين في الجولة الثالثة عشر.
كانت آمنة أيضًا من بين اللاعبات السبع اللواتي اخترن من قبل مجلس الكريكيت الكويتي للعقود الوطنية لعام 2021 بناءً على أهلية ICC, الأداء, الموهبة, اللياقة البدنية, الموقف, الانضباط, واحتمالات الإقامة المستمرة في دولة الكويت من أجل الاستقرار والاتساق في الفريق الوطني للسيدات.